# Confesiones de una mente peligrosa
Confesiones de una mente peligrosa es una comedia dramática estadounidense de 2002 dirigida por George Clooney. Su guion es de Charlie Kaufman basado en el libro de Chuck Barris. Pertenece a los estudios Miramax Films y fue estrenada en los Estados Unidos el 24 de enero de 2003. Es la ópera prima de Clooney como director.
Chuck Barris fue efectivamente un conductor de televisión y en su autobiografía, publicada en 1984, afirmó haber sido agente de la CIA. La agencia negó estos hechos, pero la ambigüedad en torno a estas afirmaciones de Barris le dieron notoriedad al libro y sustento a la película.

## Argumento
La televisión lo catapultó a la fama, pero sus mayores éxitos los obtuvo fuera de la pequeña pantalla. La película cuenta la historia de un legendario show-man de la TV con una doble vida: productor de televisión de día, asesino de la CIA de noche. Un buen día, al joven y enérgico Chuck Barris, obsesionado con llegar a la cima en la imparable industria televisiva, comienza a perseguirle un misterioso personaje, que no tardará en conducir a Chuck en un peligroso y secreto mundo: el de los agentes de la CIA. Durante el día, Barris va ganando notoriedad como un dinámico y productivo productor de televisión (creando concursos tan innovadores y populares como The Newlywed Game y The Gong Show, presentado por el mismo), por las noches se dedica a ejecutar asesinatos por encargo de la CIA para el gobierno de Estados Unidos. A medida que crecen los índices de audiencia, Barris incorpora sus programas a su vida secreta: las parejas ganadoras de realizaciones como The Dating Game obtienen como premio final un viaje a la fabulosa Helsinki o al romántico Berlín Occidental para que vivan la vida de sus sueños que siempre quisieron tener. Puede que estos lugares no sean exactamente París, pero le proporcionan a Barris, que viaja con ellos de acompañante, algo de coartada para sus misiones secretas de la CIA. Atrapado entre estos dos glamourosos mundos, el del entretenimiento y el del espionaje, la vida de Barris comienza a sumergirse en una espiral fuera de control. Se debate entre la mujer que lo ama realmente y la misteriosa y provocativa mujer de sus fantasías. Comienza a recibir críticas masivas por parte del público, que lo acusa de contaminar las ondas. Además, descubre que un agente traidor planea asesinarlo. En ese momento, Barris se da cuenta de que los dos mundos colisionaron y que tiene que recuperar el control de su vida.

## Premios
- Berlinale: Selección oficial por el Oso de Oro a la Mejor Película, y Oso de Plata al Mejor Actor -Rockwell-.
- Broadcast Film Critics Association Awards: Mejor Guion.
- Chicago Film Critics Association Awards: Mejor Guion.
- Las Vegas Film Critics Society: Mejor Película
- National Board of Review: Mejor Guion y Reconocimiento Especial para George Clooney.
- Phoenix Film Critics Society Awards: Mejor Actor -Sam Rockwell-.